# Pic Dubuc
Situé dans le parc national des Monts-Valin, le pic Dubuc est le plus haut sommet de la région habitée du Saguenay–Lac-Saint-Jean avec 984 mètres d'altitude.

## Origine du nom
Dans les années 1950, Antoine Dubuc et quelques amis ont établi dans le secteur de Mont-Valin un camp rustique voué aux activités récréatives.
Antoine Dubuc était le fils de Julien-Édouard-Alfred Dubuc, fondateur de la Compagnie de Pulpe de Chicoutimi, et il fut directeur de la compagnie de téléphone Saguenay-Québec et de la compagnie d’électricité de la région. Grand amateur de plein air, monsieur Dubuc a été parmi les pionniers du développement de la pêche et de la villégiature au Mont-Valin.
En 1967, il engagea Messieurs Savard, 76 ans de Chicoutimi Nord, et Tremblay, 78 ans de Rivière du Moulin, tous deux « hommes de bois » ayant fait la traite des fourrures, ainsi que ses petits-fils Daniel Dubuc, alors âgé de 15 ans et fils de Jean, et Pierre-Louis Bourret, fils de Marie, pour élargir à 8 pieds, sans racine, le sentier menant au pic Dubuc à partir du chemin construit par Antoine Dubuc en 1956.[réf. nécessaire]